# Cappella Sistina (Savona)
La Cappella Sistina, a Savona, è un luogo di culto cattolico adiacente alla cattedrale di Nostra Signora Assunta che si trova di fronte a Palazzo Della Rovere.

## Storia
Fu costruita per volere di Papa Sisto IV tra il 1481 e il 1483 come mausoleo per ospitare le tombe dei suoi genitori, Leonardo della Rovere e Luchina Monteleoni, entrambi di Savona.

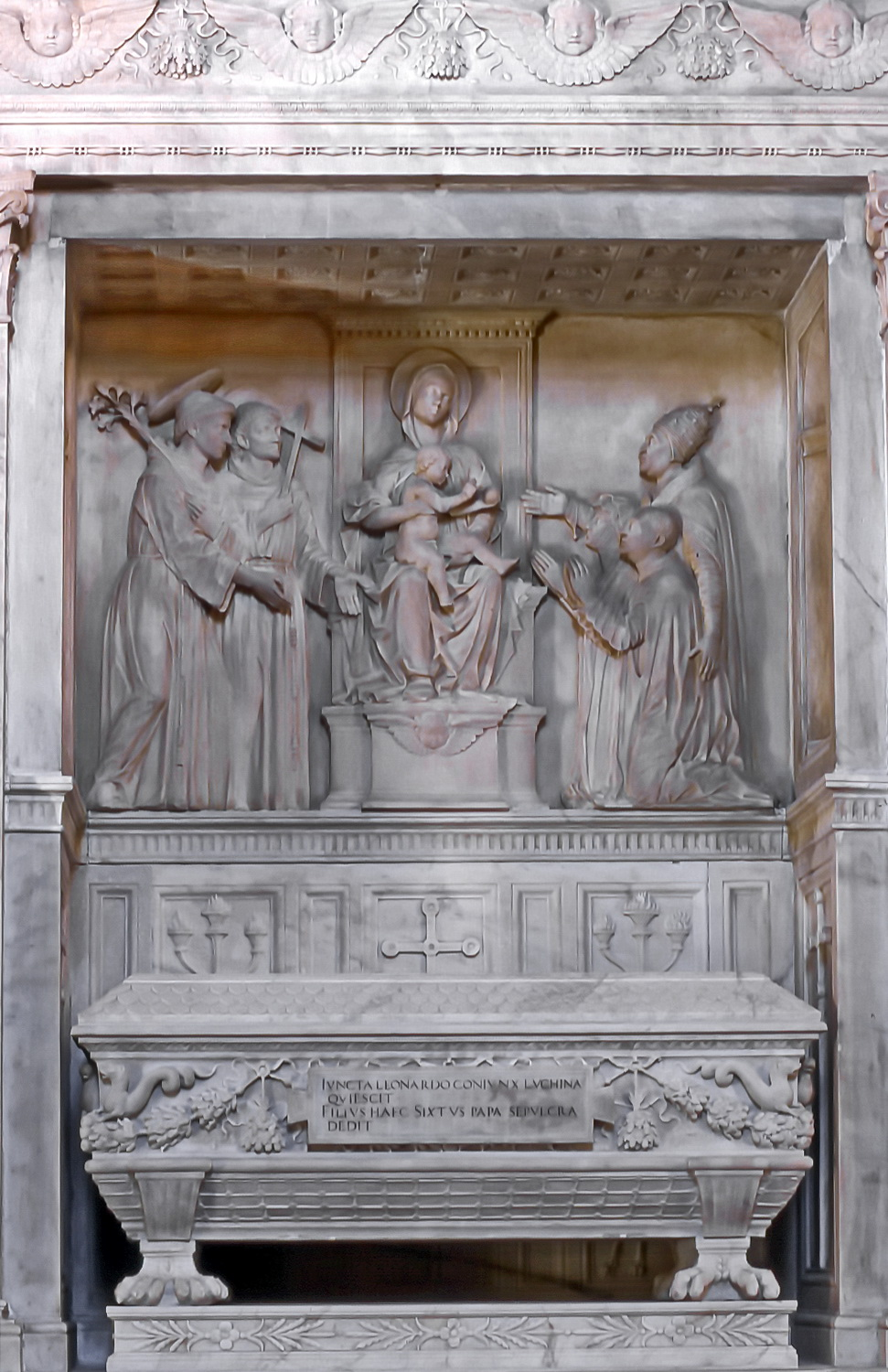
sepolcro dei genitori di Papa Sisto IV, 1483, Michele D'Aria

Francesco Maria Della Rovere (Genova, 1695-1768), ultimo discendente del ramo ligure della nobile famiglia, ne ordinò il rifacimento tra il 1762 e il 1764. L'interno venne ricoperto di stucchi e pitture dal Brusco e dal Tagliafichi. Rimase inalterato solo il sepolcro dei genitori di Papa Sisto IV scolpito tra il 1482 e il 1483 dai fratelli D'Aria.
Recentemente, la cappella è stata restaurata, ed è utilizzata per concerti o tavole rotonde.

## Descrizione

### Architettura

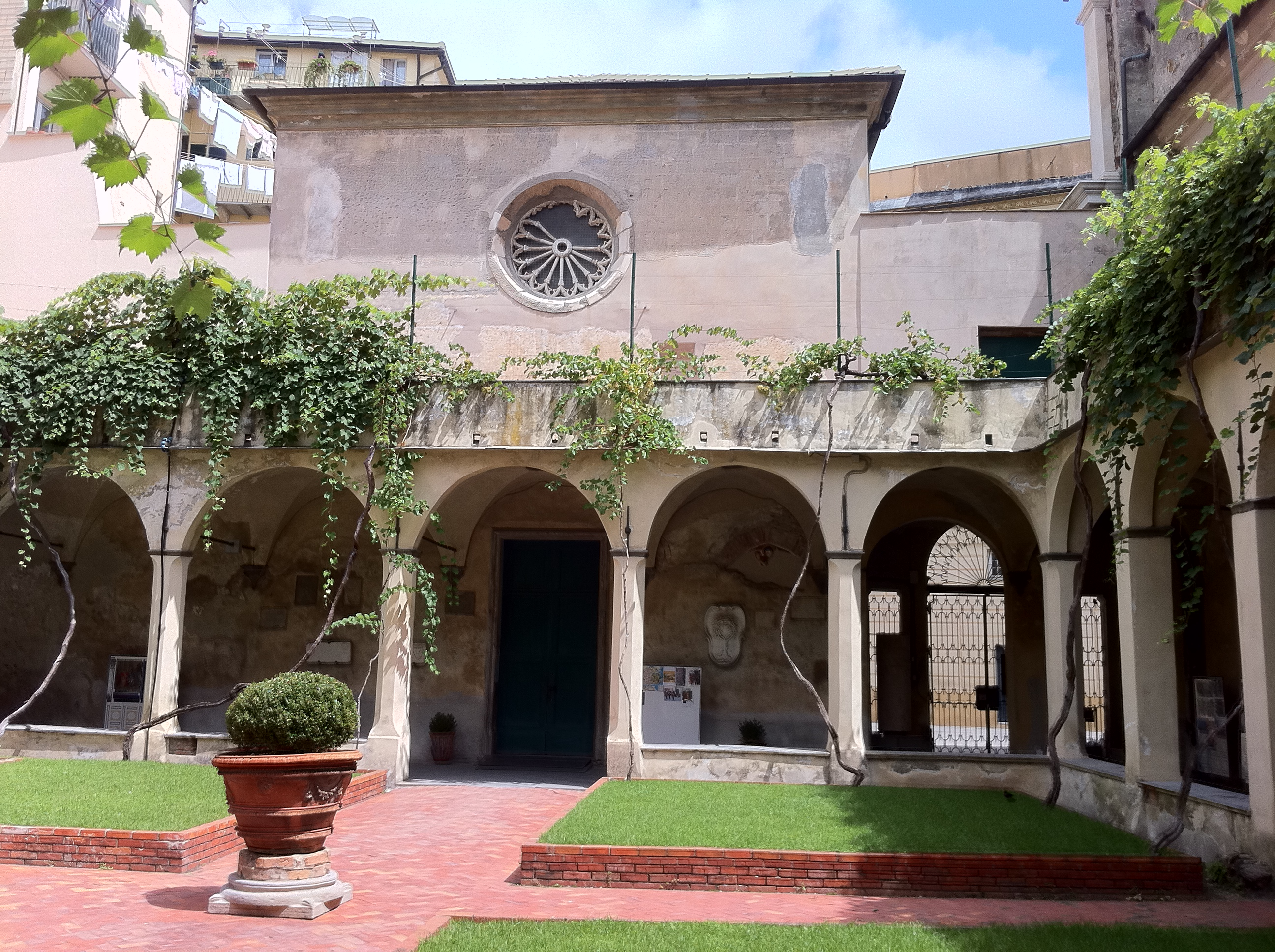
Facciata principale

La facciata principale della cappella è in un sobrio stile gotico e dà sul chiostro del convento di San Francesco. Al centro di essa, sopra il porticato che cinge il cortile, si apre un piccolo rosone circolare. Il fianco destro, invece, è interamente affrescato con la tecnica del trompe l'œil, con finte architetture.
L'interno della cappella è a navata unica rettangolare con volta a vela ed abside a pianta quadrata coperta da una cupola che presenta solo esternamente un tamburo. Originariamente, la chiesa era interamente decorata da affreschi realizzati dal Mazone nel 1489. Di tali affreschi rimangono poche tracce visibili dietro l'altare e sul tamburo della cupola. Attualmente, invece, è in stile rococò, con ricche stuccature e affreschi dai colori vivaci.

### Organo a canne
Sulla cantoria in controfacciata, si trova l'organo a canne, pregevole opera del genovese Filippo Piccaluga e del figlio Felice Piccaluga risalente al 1764, restaurato dal M° Graziano Interbartolo nel 2008.
Lo strumento è racchiuso entro una cassa lignea riccamente decorata e chiusa da portelle dipinte. La mostra è composta da tre cuspidi di canne di principale, ciascuna in campo proprio e composta da 9 canne. La trasmissione è integralmente meccanica sospesa e la consolle è a finestra, con un'unica tastiera di 45 note con prima ottava scavezza e pedaliera a leggio scavezza di 9 note priva di registri propri e costantemente unita al manuale.

### Discografia
- L'organo Piccaluga 1764 della Cappella Sistina di Savona, Davide Merello organo (CD allegato alla pubblicazione edita in occasione del restauro, cfr. Bibliografia: Francesco Maria Della Rovere mecenate della musica 2009).